# Nicolas-Joseph Thomas
Nicolas-Joseph Thomas, né le 9 juillet 1825 à Soulosse (Vosges) et mort le 8 janvier 1898 à Paris, est un militaire français.

## Biographie
Né le 9 juillet 1825 dans le village de Soulosse, proche de Neufchâteau (Vosges), Nicolas-Joseph Thomas est le fils de Marie-Thérèse Thomas, née Messager, et de Claude Thomas, aubergiste.
Engagé volontaire comme simple soldat au 39e régiment d'infanterie de ligne le 17 décembre 1845, il entre deux ans plus tard à l'École spéciale militaire de Saint-Cyr. Sorti de l'école en 1849, le sous-lieutenant Thomas est affecté au 11e régiment d'infanterie légère, qui deviendra le 86e régiment d'infanterie de ligne après 1854. Il fait partie des survivants de la catastrophe du pont de la Basse-Chaîne à Angers en avril 1850.
Servant en Algérie à partir du 10 octobre 1850, le sous-lieutenant Thomas prend part à la campagne de Kabylie avant d'être élevé au grade de lieutenant le 30 décembre 1852. Détaché à la brigade topographique, il est nommé chef du bureau arabe de Blidah.
Le 26 janvier 1855, son régiment est envoyé en Crimée, où il prend part au siège de Sébastopol. Promu capitaine le 3 avril 1855, Thomas est blessé une première fois lors de l'assaut du 18 juin contre la colline de Malakoff. Il s'illustre le 8 septembre suivant lors de l'assaut final, où il conduit non seulement sa compagnie mais également son régiment entier dont tous les officiers supérieurs ont été atteints par le feu des défenseurs russes. Cette action, qui lui vaut de nouvelles blessures, lui fait obtenir la Légion d'honneur quelques semaines plus tard.
C'est encore sous le drapeau du 86e régiment d'infanterie de ligne que le capitaine adjudant-major Thomas prend part, du 2 mai au 5 août 1859, à la campagne d'Italie, où il est blessé sur le champ de bataille de Solférino. Par la suite, il est nommé chevalier de l'Ordre militaire de Savoie.
Le 23 mars 1863, à Paris, en présence du colonel Signorino et d'Édouard Lefebvre de Laboulaye, le capitaine adjudant-major Thomas épouse Marie-Joséphine Charpentier (1838-19..), nièce du libraire-éditeur Gervais Charpentier. L'année suivante, Marie-Joséphine donne naissance à deux garçons jumeaux, Raymond (1864-1929) et Robert (1864-1907), qui seront également officiers, le premier dans l'artillerie et le second dans la marine.
Muté en 1865 au 1er régiment de voltigeurs de la Garde impériale, le major Thomas est élevé au rang d'officier de la Légion d'honneur le 26 juin 1867.
Lieutenant-colonel au 60e régiment d'infanterie de ligne depuis le 27 février 1869, il combat pendant la Guerre de 1870 au sein du 3e corps de l'Armée du Rhin sous les ordres du général Aymard. Blessé à Saint-Privat, il est fait prisonnier après la capitulation de Metz et reste captif à Bonn jusqu'au 17 mars 1871.
Colonel depuis le 2 mai 1872 du 13e régiment d'infanterie de ligne en garnison à Chalon-sur-Saône, il est nommé officier de l'Instruction publique le 31 janvier 1873 « pour la bonne organisation de son école régimentaire ».
Le 24 juillet 1880, le colonel Thomas reçoit les étoiles de général de brigade. Quelques semaines plus tard, il est nommé à la tête d'une brigade d'infanterie à Rennes.
Le 26 mai 1883, le général Thomas est nommé au poste important de commandant de la place de Paris et du département de la Seine en remplacement du général Sabattier. Il conserve cette fonction jusqu'au 29 décembre 1886. Le 11 janvier suivant, il est promu divisionnaire. À ce titre, il commande brièvement la 26e division d'infanterie à Saint-Étienne puis, pendant trois ans, la 13e division d'infanterie à Chaumont (Haute-Marne). Atteint par la limite d'âge, il est admis dans le cadre de réserve le 9 juillet 1890, à l'issue de 45 années de service actif. Commandeur de la Légion d'honneur depuis le 27 décembre 1884, il est élevé au rang de grand officier de cet ordre le 12 juillet 1890.
En 1894, l'élection au Sénat de Paul Frogier de Ponlevoy, jusqu'alors député de Neufchâteau, entraîne une élection législative partielle dans cette circonscription vosgienne. Républicain modéré, le général Thomas pose alors sa candidature et se déclare favorable aux lois scolaires et militaires existantes mais réservé sur la question d'une séparation des Églises et de l’État,. Au premier tour, il obtient 1 735 voix, soit 13 % des votants, derrière un autre républicain, le magistrat Louis Bossu (3 827 suffrages, soit 30 %), et loin derrière le rallié Thierry de Hénin-Liétard, comte d'Alsace (6 298 voix, soit 49 %). Thomas se désiste en faveur de Bossu, mais celui-ci est battu au second tour par le comte d'Alsace.
Le général Thomas meurt le 8 janvier 1898 à son domicile parisien du no 15 de la rue Clément-Marot. Il est inhumé au cimetière du Père-Lachaise (19e division).